# Csanád Erdély
Csanád Erdély (ungarisch Erdély Csanád; * 5. April 1996 in Dunaújváros) ist ein ungarischer Eishockeyspieler, der seit 2024 erneut bei Alba Volán Székesfehérvár in der Österreichischen Eishockey-Liga unter Vertrag steht.

## Karriere
Csanád Erdély begann seine Karriere im Nachwuchsbereich von Dunaújvárosi Acélbikák in seiner Geburtsstadt. In der Spielzeit 2010/11 wurde er mit erst 14 Jahren bereits zweimal in der gemeinsamen Mannschaft seines Stammvereins und des Ferencvárosi TC in der ungarischen U18-Liga eingesetzt. Anschließend wechselte er zu Alba Volán Székesfehérvár. Für den ebenfalls in Mitteltransdanubien beheimateten Klub spielte er zunächst in ungarischen und österreichischen Nachwuchsligen, bevor er in der Spielzeit 2013/14 erstmals auch in der Österreichischen Eishockey-Liga eingesetzt wurde. Im Folgejahr konnte er sich dort als Stammspieler durchsetzen und absolvierte insgesamt 53 Spiele für das ÖEHL-Team von Alba Volán (47 × Hauptrunde, 6 × Playoffs). 2015 wagte er den Sprung über den großen Teich und schloss sich Sioux Falls Stampede aus der United States Hockey League an, die ihn in der 14. Runde des USHL Entry Drafts als insgesamt 220. Spieler ausgewählt hatten, kehrte aber bereits nach einem Jahr nach Székesfehérvár zurück. 2021 wurde er zum besten ungarischen Stürmer gewählt. Nachdem er 2023/24 bei Esbjerg Energy in der dänischen Metal Ligaen spielte, kehrte er erneut zu Alba Volán.
Seit Mai 2024 ist er Vorstandsmitglied des Magyar Jégkorong Szövetség.

### International
Für Ungarn nahm Erdély im Juniorenbereich an den Turnieren der U18-Weltmeisterschaften 2013 in der Division II und 2014 in der Division I teil. Dabei fungierte er bei beiden Turnieren als Mannschaftskapitän der Ungarn. Während er 2013 mit der besten Plus/Minus-Bilanz des Turniers auch zum besten Spieler seines Teams gekürt wurde, wurde er ein Jahr später als Torschützenkönig auch zum besten Stürmer des Turniers gewählt. Mit seinen Leistungen trug er entscheidend dazu bei, dass die Magyaren zweimal in Folge aufstiegen. Mit der U20-Auswahl nahm er an den Weltmeisterschaften 2013, 2014 und 2016, als er als Torschützenkönig und drittbester Scorer (nach seinem Landsmann Vilmos Galló und dem Esten Vadim Vasjonkin) maßgeblich zum direkten Wiederaufstieg beitrug und auch zum besten Spieler seines Teams gekürt wurde, in der Division II sowie 2015 in der Division I teil.
Im Seniorenbereich debütierte er bei der Weltmeisterschaft 2015, als die Magyaren sechs Jahre nach dem Abstieg aus der Top-Division in diese zurückkehrten. Bei der Weltmeisterschaft 2016 spielte er dann in der Top-Division, aus der die Magyaren aber trotz eines 5:2-Erfolges gegen Belarus umgehend wieder abstiegen, so dass er 2017, 2018, 2019 und 2022, als er als Torschützenkönig auch in das All-Star-Team des Turniers gewählt wurde und mit den Ungarn in die Top-Division aufstieg, wieder in der Division I antrat. Aber auch bei der Weltmeisterschaft 2023 konnte er sich mit Mannschaft nicht in der Top-Division halten. Bei der Weltmeisterschaft 2024 gelang dann der sofortige Wiederaufstieg. Zudem vertrat er seine Farben bei der Olympiaqualifikation für die Winterspiele in Peking 2022, bei der sich die Ungarn in der dritten Vorqualifikationsrunde im englischen Nottingham nach Siegen über Estland (4:1) und Rumänien (3:2 nach Verlängerung) überraschend auch gegen die in der Top-Division spielenden Briten (4:1) durchsetzen konnten und so die Qualifikationsendrunde erreichten, in der Erdély mit seiner Mannschaft im August 2021 im lettischen Riga auf die Gastgeber (0:9), Frankreich (3:5) und Italien (2:1) trafen und den dritten Platz belegten. Auch bei der Olympiaqualifikation für die Winterspiele in Mailand 2026 spielte er fü Ungarn.

## Erfolge und Auszeichnungen
- 2013 Aufstieg in die Division I, Gruppe B, bei der U18-Weltmeisterschaft der Division II, Gruppe A
- 2013 Beste Plus/Minus-Bilanz bei der U18-Weltmeisterschaft der Division II, Gruppe A
- 2014 Aufstieg in die Division I, Gruppe A, bei der U18-Weltmeisterschaft der Division I, Gruppe B
- 2014 Torschützenkönig und bester Stürmer bei der U18-Weltmeisterschaft der Division I, Gruppe B
- 2014 Aufstieg in die Division I, Gruppe B, bei der U20-Weltmeisterschaft der Division II, Gruppe A
- 2015 Aufstieg in die Top-Division bei der Weltmeisterschaft der Division I, Gruppe A
- 2016 Aufstieg in die Division I bei der U20-Weltmeisterschaft der Division II, Gruppe A
- 2016 Torschützenkönig bei der U20-Weltmeisterschaft der Division II, Gruppe A
- 2021 Bester ungarischer Stürmer
- 2022 Aufstieg in die Top-Division bei der Weltmeisterschaft der Division I, Gruppe A
- 2022 All-Star-Team und Torschützenkönig bei der Weltmeisterschaft der Division I, Gruppe A
- 2024 Aufstieg in die Top-Division bei der Weltmeisterschaft der Division I, Gruppe A

## Karrierestatistik
(Legende zur Spielerstatistik: Sp oder GP = absolvierte Spiele; T oder G = erzielte Tore; V oder A = erzielte Assists; Pkt oder Pts = erzielte Scorerpunkte; SM oder PIM = erhaltene Strafminuten; +/− = Plus/Minus-Bilanz; PP = erzielte Überzahltore; SH = erzielte Unterzahltore; GW = erzielte Siegtore; 1 Play-downs/Relegation; Kursiv: Statistik nicht vollständig)